# Vallaby
Som vallaby eller wallaby betecknas många mindre arter av familjen kängurudjur (Macropodidae). Begreppet används oftast inte vetenskapligt, eftersom det i stort sett endast samordnar ett antal mindre arter oavsett släktskap. Elva arter i undersläktet Protemnodon (inom släktet Macropus) beskrivs dock alla som "vallabyer" ("wallabies" på engelska).

## Användning av namnet
Användningen av ordet vallaby är lite oenhetlig. Egentligen är vallaby ett undersläkte till släktet Macropus med åtta arter (dessa beskrivas här). Å andra sidan används namnet vallaby för kängurudjur som inte är tillräckligt stor för att kunna klassificeras som känguruer eller inte fått något annat namn. Det finns ingen direkt linje var gränsen för klassificeringen går. Generellt betecknas kängurudjur som vallaby när de är mindre och kraftigare byggda än en känguru. En vallaro är en av de få arter som ligger i gränsområdet för storlek mellan vallaby och känguru.
Namnet vallaby härstammar från de Eora-aboriginska stammarna som var urinvånarna i Sydney-området.

## Utseende
Vallaby har en kroppslängd av 40 till 90 cm och är upp till 25 kg tung. De har en rund bakkropp med långa bakre extremiteter och med en lång svans. De bakre extremiteterna är tydlig kraftigare än de främre extremiteterna. Med den långa svansen håller djuret jämvikt när den hoppar. När djuret står och äter tjänstgör svansen som ytterligare stöd. Pälsen är huvudsaklig grå- eller brunaktig.

## Utbredning
Arter i detta undersläkte förekommer i Australien och där oftast i närheten av kustlinjen. De lever även på Nya Guinea.

## Levnadssätt
Vallaby föredrar i motsats till andra kängurudjur områden med buskar och skogar. Individer av några arter lever ensamma, andra arter lever i grupper.
Som alla kängurudjur är vallaby växtätare. De livnär sig till exempel av knoppar, gräs, örter och löv. Efter en tid med regnbrist äter de även vattenrika rötter.
Fortplantningen liknar den hos andra djur i samma familj. Dräktigheten ligger mellan 33 och 38 dagar. Ungen är vid födelsen blind, döv, naken och väger mindre än ett gram. Ungdjuret kryper utan hjälp av honan från livmodern till pungen och hittar där med hjälp av sitt välutvecklade lukt- och känselsinne till mjölkkörtlarna. I pungen stannar ungdjuret ungefär ett år. Hanar av vallaby saknar pung.

## Hot
Människan jagar vallabyer av olika anledningar. Ofta vill man komma åt deras kött och päls. Köttet utnyttjas mest som djurfoder för sällskapsdjur eller i turistregioner som specialitet på matbordet. Pälsen används ibland för att framställa mjukisdjur. Även den ökande konkurrensen mellan får och vallaby utgör ett hot.
Arten Macropus geyi är redan utdöd och två andra arter har ett begränsat utbredningsområde.

## Arter

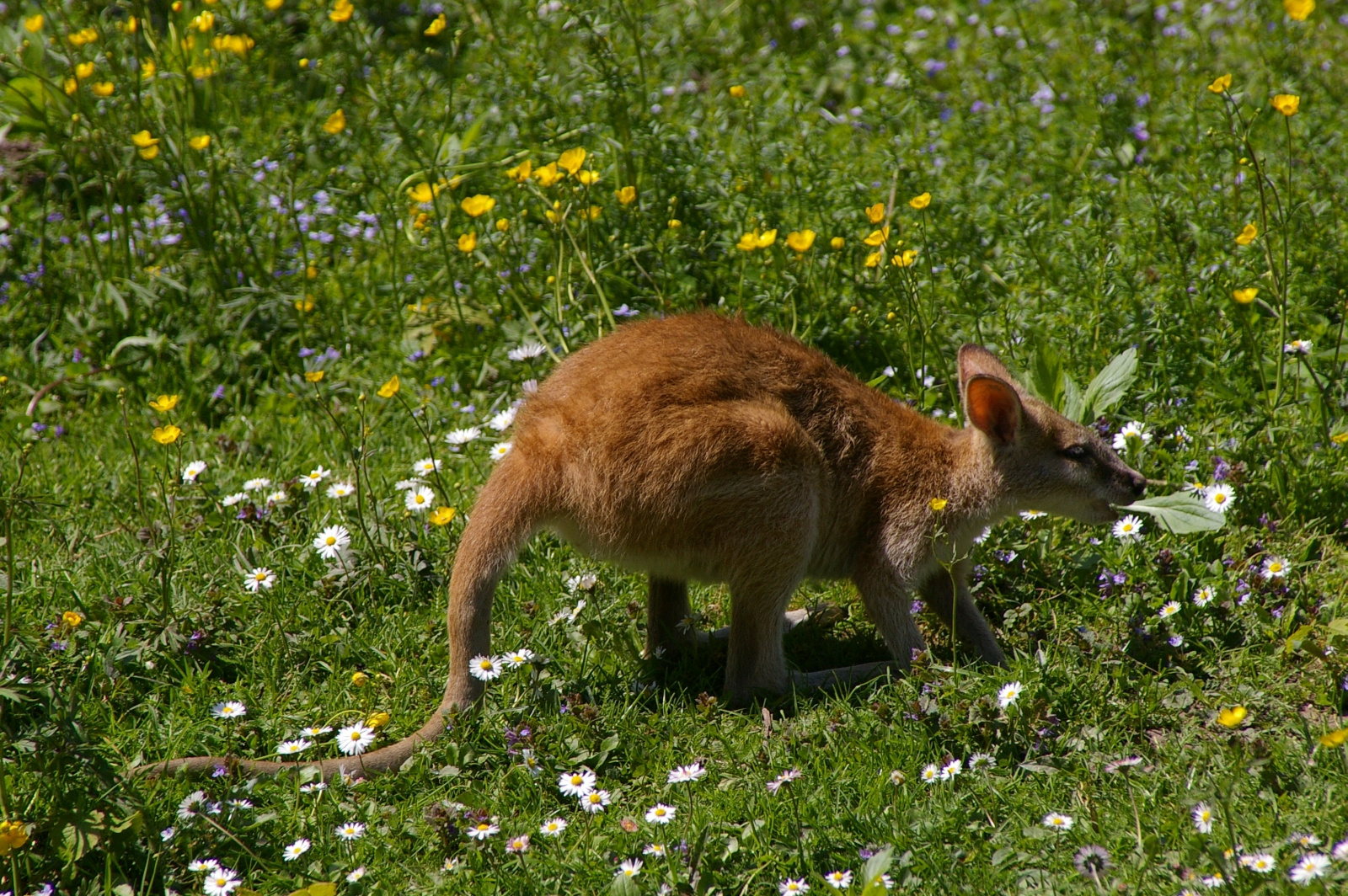
Macropus agilis

- Macropus agilis, lever vid kustlinjer i norra och östra Australien samt på Nya Guinea. Är den största arten i undersläktet och lever i flockar.
- Macropus dorsalis, förekommer i sydöstra Australien, har svarta strimmor på ryggen.
- Macropus eugenii, finns i södra och sydvästra Australien, är den minsta arten i undersläktet.
- † Macropus greyi, levde i sydöstra Australien.
- Macropus irma, finns i Western Australia, har vita strimmor i ansiktet och svart-vita öron.
- Macropus parma, listades redan som utdöd men senare hittades några individer i östra Australien.
- Macropus parryi, lever vid kusten i östra Australien, har vita kinder och en lång svans.
- Macropus rufogriseus, tillhör de större arterna i undersläktet, är rödaktig vid halsens baksida.